# Серавин, Лев Николаевич
Лев Николаевич Серавин (23 сентября 1931 — 19 июля 2010) — протистолог, этолог, зоолог, специализировавшийся на низших беспозвоночных. Доктор биологических наук (1968), профессор, заслуженный деятель науки РФ (1999). Член РАЕН.

## Биография
Родился 23 сентября 1931 в Вологодской области. В 1948 году окончил школу в Архангельске. После окончания ЛГУ в 1953, поступил в аспирантуру при кафедре зоологии беспозвоночных к В. А. Догелю. В 1957 году стал заведующим лабораторией зоологии беспозвоночных Биологического института ЛГУ (СПбГУ). В 1959 году защитил кандидатскую диссертацию.

## Научные достижения
Под руководством Серавина защищено более 20 кандидатских и несколько докторских диссертаций. Заложил основы изучения ультраструктуры двигательного аппарата простейших. Развил оригинальную концепцию о об основных путях эволюции простейших. Автор гипотезы об автогенном происхождении эукариотной клетки и гипотезы происхождения полового процесса. Сформулировал закон противонаправленности морфологической эволюции. Развивал представления о  законах передачи и переработки информации в живых и неживых системах. Описал несколько таксонов простейших, в том числе два рода амёб Euhyperamoeba Goodkov & Seravin, 1984 Hyperamoeba Seravin & Goodkov, 1982, подтип инфузорий Postciliodesmatophora Gerassimova & Seravin, 1976.

## Публикации
Автор примерно 250 научных работ и 5 монографий.

### Монографии
- Серавин Л. Н. Двигательные системы простейших. Строение, механохимия и физиология. — Л.: Наука, 1967. — 332 с.
- Серавин Л. Н. Теория информации с точки зрения биолога. — Л.: Изд-во Ленингр. ун-та, 1973. — 160 с.
- Серавин Л. Н. Простейшие ... что это такое?. — Л.: Наука, 1984. — 174 с.
- Серавин Л. Н., Гудков А. В. Агамные слияния протистов и происхождение полового процесса. — СПб.-Омск: Изд-во ОмГПУ., 1999. — 154 с. Архивировано 6 марта 2019 года.

### Учебные пособия
- Серавин Л. Н. Гребневики. Ctenophora. — СПб.-Омск: Изд-во ОмГПУ, 1998. — 84 с.
- Серавин Л. Н., Гудков А. В. Trichoplax adhaerens (тип Placozoa) — одно из самых примитивных многоклеточных животных. — СПб.: ТЕССА, 2005. — 69 с. — (Конспекты по зоологии беспозвоночных). — ISBN 5-94086-045-1.

### Статьи
- Серавин Л. Н. Изучение временных связей (условных рефлексов) у простейших (критический обзор) // Цитология. : журнал. — 1969. — Т. 11, № 6. — С. 659–680.
- Серавин Л.Н., Гудков А.В. Амёбоидные свойства клеток в процессе раннего морфогенеза и природа возможного протозойного предка Metazoa // Журнал общей биологии : журнал. — 2005. — Т. 66, № 3. — С. 212–223..